# Судовский сельский совет (Новосанжарский район)
Судовский сельский совет (укр. Судівська сільська рада) — входит в состав
Новосанжарского района
Полтавской области
Украины.
Административный центр сельского совета находится в 
с. Судовка.

## История
- 1992 — дата образования.

## Населённые пункты совета
- с. Судовка
- с. Бридуны
- с. Назаренки
- с. Шпортки